# Chikgangoor, Channagiri
Chikgangoor là một làng thuộc tehsil Channagiri, huyện Davanagere, bang Karnataka, Ấn Độ.